# Itaverava
Itaverava este un oraș în Minas Gerais (MG), Brazilia.